# كريم أباد (أرومية)
كريم أباد هي قرية في مقاطعة أرومية، إيران. عدد سكان هذه القرية هو 72 في سنة 2006.